# Ubetoo
Ubetoo var en engelskspråkig nätgemenskap som vände sig till okontrakterade artister, musiker och filmskapare som vill kunna livnära sig på sina alster. Tjänsten har av media och musikindustrin tagits upp i fildelardebatten som ett lagligt alternativ att tillgodose gratisanvändarna samtidigt som det ger intäkter. Den 27 maj 2011 hade 9600 artister laddat upp sammanlagt 44 000 bidrag på sajten.

## Företaget
Ubetoo AB grundades 2008 och var ett dotterbolag till svenska StagePool AB. Bakom uppstarten stod bolagets VD Anna-Clara Blixt Modin och utvecklingschef Thomas Flores som även grundade moderbolaget StagePool. Operativa delägare genom StagePool var bl.a. Kristofer Arwin (Pricerunner) och Ola Lauritzson (GI Viktkoll) men även Björn Ulvaeus och Joop van den Ende. 

## Betald musik- och videostreaming
Huvudtjänsten som var gratis erbjöd fri streaming av musik och video samtidigt som annonsintäkter gav upphovsmännen betalt. Tjänsten var öppen endast för artister som ännu inte var kontrakterade hos film-, skivbolag eller musikförlag, om de inte hade dessas tillåtelse. Genom detta behövde Ubetoo inte betala kompensationsavgifter till Stim eller royalties till film- eller skivbolag. Varje gång en unik besökare spelade ett alster garanterades upphovsmannen en andel av månadens intäkter. De totala annonsintäkterna för föregående månad delades retroaktivt på hälften och ena halvan gick tillbaka till upphovsmännen. Genom tilläggstjänster kunde upphovsmannen tjäna upp till 90 procent av sin intäktsandel.

## Digital musikdistribution
Medlemmar kunde uppgradera till en betaltjänst för att få sin musik distribuerad till Itunes, Spotify, Beatport, Wimp, Napster, Amazon MP3 och mer än 500 andra musiktjänster världen över. Ubetoos distributionsavtal gav Ubetoo den digitala ensamrätten för musikdistribution men användaren behöll alla rättigheter till verket. Användaren kunde när som helst säga upp avtalet.

## Utveckling
Betaversionen av Ubetoo började 2007 att utvecklas av Membro AB - på uppdrag av Ubetoo AB - i det relativt ovanliga programmeringsspråket witango. Utvecklingsbegränsningarna med dess plattform gjorde emellertid att Ubetoos ledning fattade beslutet att bygga om sajten i ASP.NET inför lanseringen av den skarpa versionen. Ubetoo 2.1 i ASP.net lanserades i maj/juni 2009. Bakom denna stod utvecklingschef Thomas Flores och webbutvecklaren Fredrik Johansson.

## Stängning
Ubetoo stängde sina tjänster sommaren 2014. Det som hände var att:
- Alla kunder har tre månaders uppsägningstid fram till 9 augusti.
- Allt innehåll kunden skapat kommer därefter plockas bort från Ubetoo och externa affärer såsom Spotify, Itunes med flera.
- Alla kunders prenumerationer upphör den 1 augusti.
- Royalty betalas ut för sista gången i början av november, därefter kan pengarna dras av fram till sista november.
- Alla distributörer kommer att få en kod för ett år gratis på SpinnUp, så de tar över distributionen av kundernas musik från 9 augusti.